# キティホーク級航空母艦
キティホーク級航空母艦（キティホークきゅうこうくうぼかん、英語: Kitty Hawk-class aircraft carrier）は、アメリカ海軍の航空母艦の艦級。
フォレスタル級の発展改良型として、まず1956・7年度計画で2隻（SCB-127A計画艦）が建造され、1961年度で1隻（SCB-127B計画艦）が追加された。また1963年度で建造された艦（SCB-127C計画艦）は、公式には別艦級扱いになっているが、ジェーン海軍年鑑や世界の艦船では本級の4番艦として数えられており、アメリカ最後の通常動力空母となった。建造費は、ネームシップでは2億6,520万ドル、4番艦では2億7,700万ドル。

## 来歴
第二次世界大戦後のアメリカ海軍は、核戦略の一翼を担いうるよう、次世代の艦隊空母の大型化を志向した。1948年度計画の超大型空母「ユナイテッド・ステーツ」は起工直後に建造中止となったものの、その後の朝鮮戦争の勃発もあって、1952年度計画よりフォレスタル級の建造が実現した。しかし同級は、設計の最終段階でアングルド・デッキ化されたこともあり、飛行甲板のレイアウトなどに改善の余地が多かった。また将来の航空機の大型化に備えて発着艦設備に余裕をもたせていたが、A3Dスカイウォーリア（後にA-3）の配備により、その余地は既にほぼ食い尽くされる見込みとなっていた。
このため、改良された設計案として1954年1月にCVA 1/54が作成された。当初、この改良案はCVA-62および63から導入される予定だったが、CVA-62は1955年度予算で建造されることになり、時間的余裕がなかったため、同艦はフォレスタル級4番艦「インディペンデンス」として建造された。またCVA 1/54ではかなり大型・高価になることが予想されたことから、順次に改訂案が作成されていった。
このうち、CVA 5/54の設計案をもとに、SCB-127が設計され、1954年10月には主要諸元が決定された。これによって、まずSCB-127A計画艦として、1956年度予算で「キティホーク」、続いて1957年度予算で「コンステレーション」が建造された。その後、海軍は原子力空母を志向するようになり、1958年度予算では「エンタープライズ」が建造されたことから、本級の建造はここで一度終了した。しかし同艦のコスト高騰もあって、これに続く原子力空母の建造はなかなか実現せず、アイゼンハワー政権下では、1959・60年度ともに空母の建造予算は見送られた。続く1961年度で1隻の建造予算が認可されたものの、これは核動力化を断念し、本級の3番艦「アメリカ」として建造された。また1963年度では、次期原子力空母のために開発された技術を導入した発展型1隻の建造が認可され、「ジョン・F・ケネディ」となったが、同艦はアメリカが建造した最後の通常動力空母となった。

## 設計

### 船体
上記の経緯により、本級の設計は、基本的にはフォレスタル級の小改正型となっている。ただし航空運用機能の強化に対応できるよう、艦橋構造物（アイランド）が艦尾側に移動され、外見上の識別点となった。また艦対空ミサイルの搭載に対応して電測兵装が強化されたことから、ラティス構造の本格的な後檣が設置された。主檣を起倒式としているのはフォレスタル級と同様である。更にSCB-127C計画による「ケネディ」では、電測兵装への悪影響を軽減するため、煙突を外側に移動するとともに傾斜させている。
フォレスタル級では、艦砲を設置するため、両舷に2基ずつのスポンソンを設置していたが、特に前方のスポンソンは荒天時の航洋性への悪影響が指摘されていた。このことから、本級では後部スポンソンのみの設置となった。
また「アメリカ」では、ソナーを収容するためのバウ・ドームを設けており、これに伴い錨の装備要領が変更された。「ケネディ」でもソナーの搭載が予定されたが、実際には搭載されなかった。

### 機関
機関はフォレスタル級の後期建造艦（SCB-80M計画艦）とほぼ同一諸元だが、ボイラーはフォスター・ホイーラー式となった。搭載数は8缶、蒸気性状も戦後世代で標準的な圧力1,200 lbf/in2 (84 kgf/cm2)、温度950 °F (510 °C)と、いずれも変更はない。蒸気タービンによって4軸の推進器を駆動しており、機関出力は280,000馬力であった。
電源として、ネームシップではタービン発電機（SSTG）としては出力1,500キロワットのものを8基（後に750キロワットのもの2基を追加）、ディーゼル発電機としては出力1,000キロワットのものを3基搭載した。また「ケネディ」ではSSTGを出力2,500キロワットのもの6基、ディーゼル発電機を出力1,500キロワットのもの2基に変更した。

## 能力

### 航空運用機能
上記の通り、本級では航空艤装のレイアウトが大きく改正された。

#### 発着艦設備

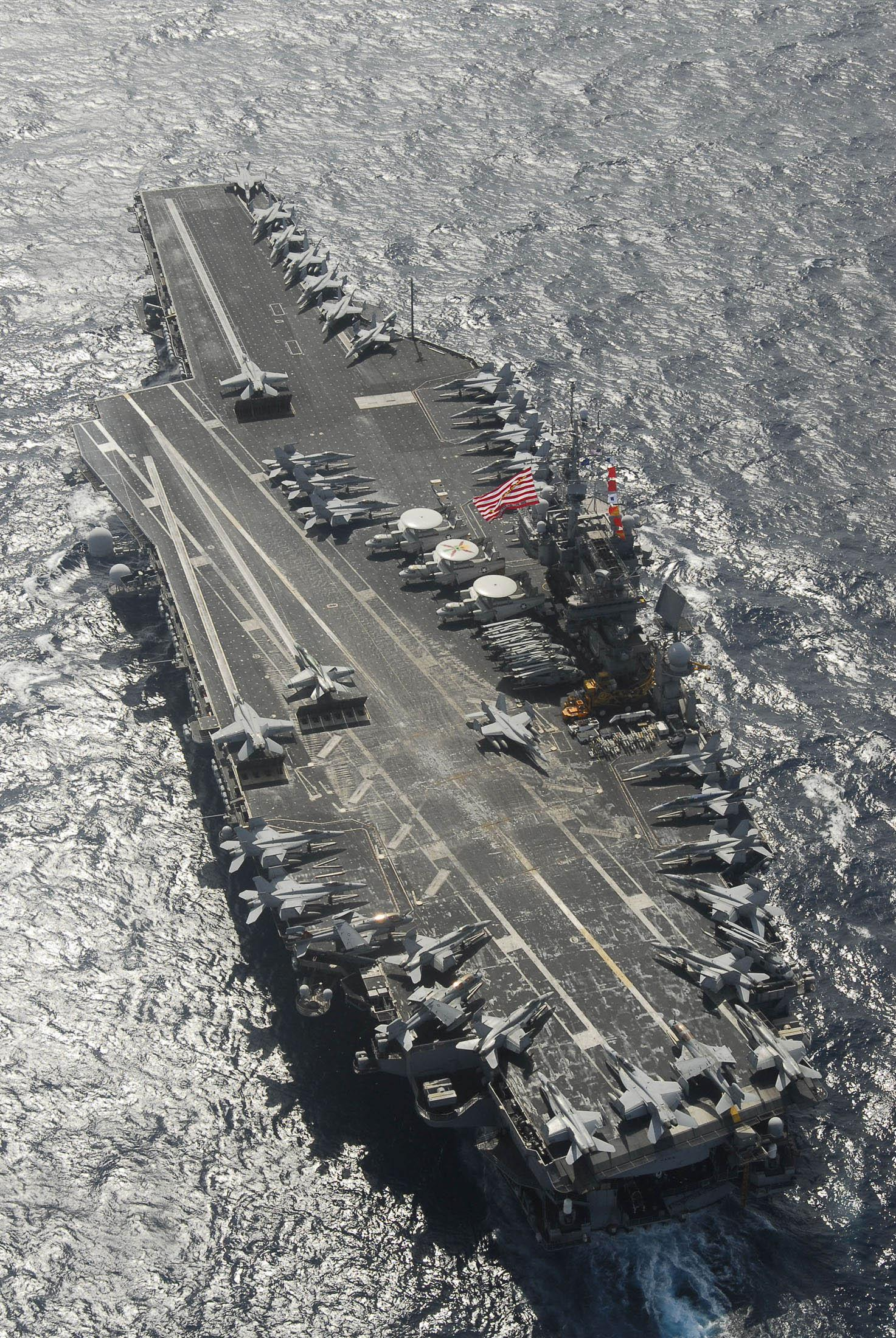
「キティホーク」の飛行甲板

全通飛行甲板は長さ319.1メートル×幅72.5メートルで、また「ケネディ」では313.3メートル×幅72.8メートルに変更された。カタパルトは、前期建造艦2隻ではC-13（90メートル長）を4基設置したが、「アメリカ」「ケネディ」では、うち1基を94.5メートル長のC13-1に変更した。
飛行甲板はアングルド・デッキ化されており、着艦帯には11度の角度が付されている。「ケネディ」では着艦帯は227メートル長とされた。アレスティング・ギアとしては、Mk.7-3制動索の5索型を備えているものとして設計されていたが、後に4索型に変更した。
なお本級では、飛行甲板のレイアウト改正により、カタパルトによる射出と着艦帯への着艦を、より安全に並行して実施できるようになった。

#### 格納・補給
格納庫の床面積は長さ225.6メートル×幅30.8メートルで、クリアランスは7.62メートルであった。また「ケネディ」では209.7メートル×幅32.3メートルに変更された。
航空艤装のレイアウト改正のうち、最も目立つのがエレベーターの配置であった。フォレスタル級では左舷側1基、右舷側艦橋前に1基、艦橋後方に2基設置していたが、甲板上での航空機の動線を合理化し、ハンドリングスペースを確保するため、右舷側艦橋前に2基、後方に1基とし、また左舷側のエレベーターも艦尾側に移動した。この配置は、以後のアメリカ空母でも踏襲されていくことになった。エレベーターの大きさは、最初2隻では21.3または25.9メートル長×15.8メートル幅であったが、「アメリカ」「ケネディ」では25.9メートル長に統一された。
航空機用の補給品として、「コンステレーション」では航空用ガソリン (Avgas) 93,384米ガロン (353,500 L)、ジェット燃料（JP-5）1,837,512米ガロン (6,955,740 L)、弾薬1,800トンを搭載可能とされており、また「アメリカ」では航空用ガソリン50,658米ガロン (191,760 L)・ジェット燃料1,172,768米ガロン (4,439,410 L)とされた。またこの時期にはレシプロエンジン搭載機の運用が順次に縮小されていき、最終的に艦上機が全てジェット機となったことで、航空用ガソリンを搭載する必要がなくなり、空母で最大の弱点といわれるガソリンタンクも廃止された。その後は、航空燃料の搭載量として5,882トン（「ケネディ」では5,919トン）という数字が示されている。

### 個艦戦闘機能

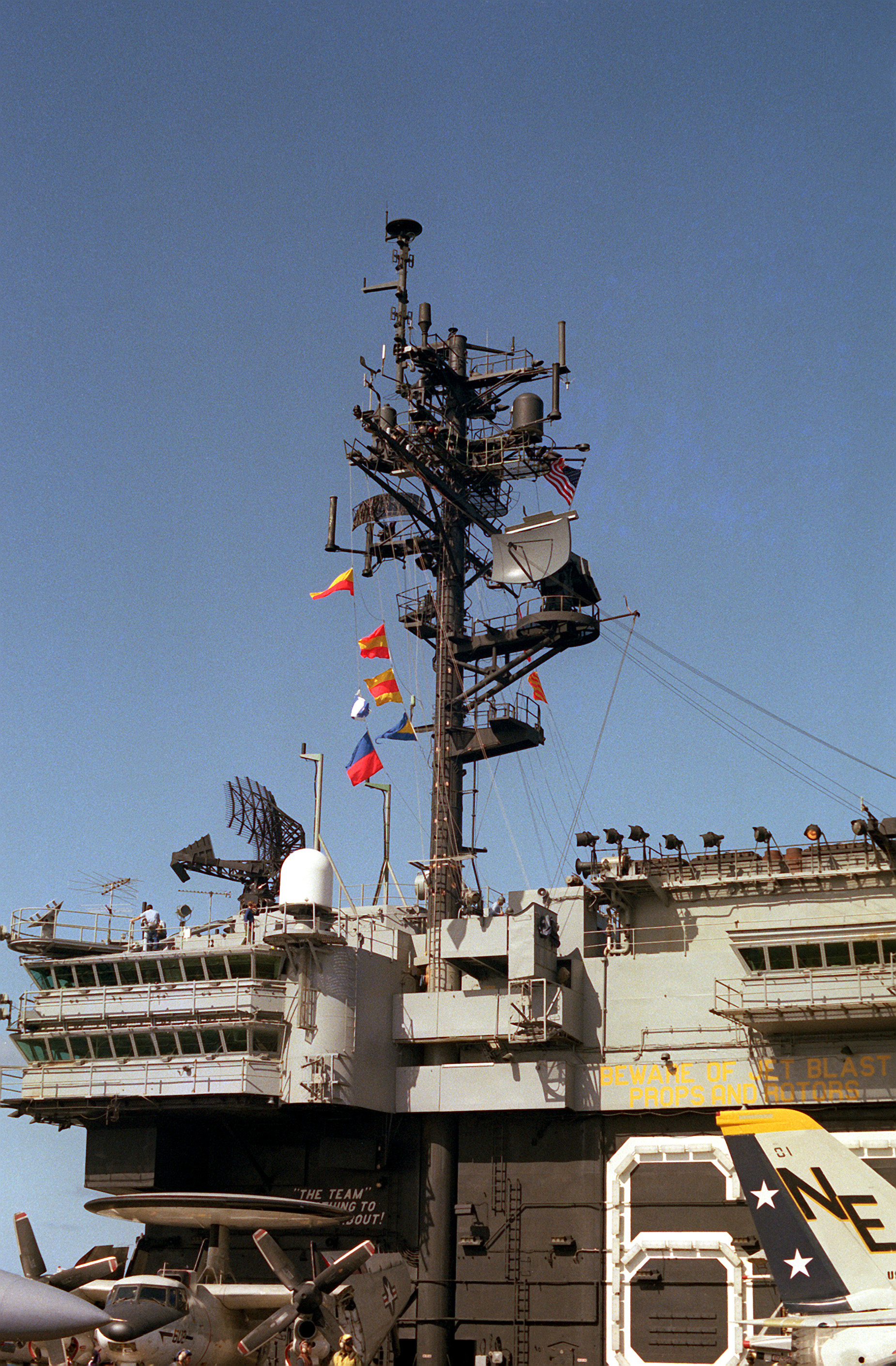
艦橋の各種レーダー

レーダーとしては、高角測定用のAN/SPS-8と対空捜索用のAN/SPS-37Aに加えて、テリア艦対空ミサイルのために3次元式のAN/SPS-39も搭載された。また「アメリカ」では高角測定レーダーをAN/SPS-30、対空捜索レーダーをAN/SPS-43Aに更新し、前期建造艦2隻でも後に同様に換装した。一方、「ケネディ」ではAN/SPS-43Aは搭載されたが、高角測定レーダーは省かれ、3次元レーダーはAN/SPS-48となった。また他の3隻の3次元レーダーはAN/SPS-52に更新されたほか、AN/SPS-43AもはAN/SPS-49に更新された。
そしてSLEP改修の際に高角測定レーダーは廃止され、3次元レーダーはAN/SPS-48E、対空捜索レーダーはAN/SPS-49(V)5に更新されたほか、低空警戒用にMk.23 TASも搭載された。また海軍戦術情報システム（NTDS）の更新も図られた。
なお上記の通り、「アメリカ」と「ケネディ」ではAN/SQS-23探信儀の搭載が予定されたが、コスト削減のため、「ケネディ」では実際には搭載されなかった。また「アメリカ」の装備機も1981年には撤去された。
兵装としては、当初は従来どおりに艦砲を搭載する方針だったが、後に、対空兵器としてテリア艦対空ミサイル（SAM）を搭載するように設計を変更した。艦尾両舷側のスポンソンにMk.10 連装ミサイル発射機（右舷側はmod.3、左舷側はmod.4）が設置され、それぞれ40発のミサイルを収容した。艦橋構造物上にはこれらを誘導するためのAN/SPG-55追尾レーダーが設置された。また「アメリカ」ではSM-1ERと共用性のあるシステムが搭載された。
ただし「ケネディ」はこれを搭載せずに竣工したのち、1969年にシースパローBPDMS（個艦防空ミサイル）を搭載し、同ミサイルを搭載した初の米空母となった。また1970年代後半より、他の3隻も、順次にテリア発射機を撤去して、シースパローIBPDMS（Mk.29発射機）に更新していった。また1980年の「アメリカ」を皮切りにファランクスCIWSの搭載も開始され、「ケネディ」も同年中に、また「キティホーク」と「コンステレーション」も1984年以降に順次搭載した。

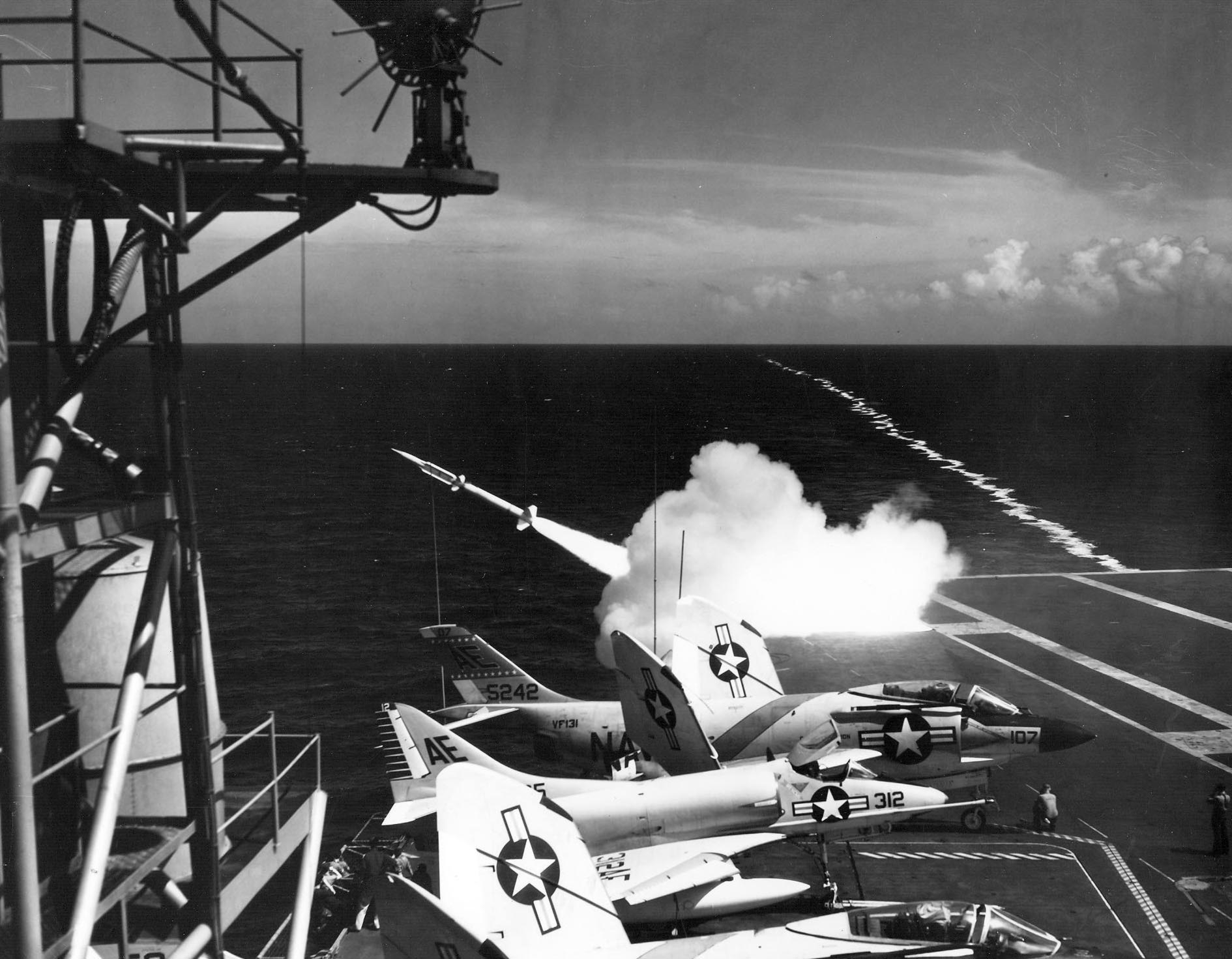
「コンステレーション」から発射されるテリアSAM
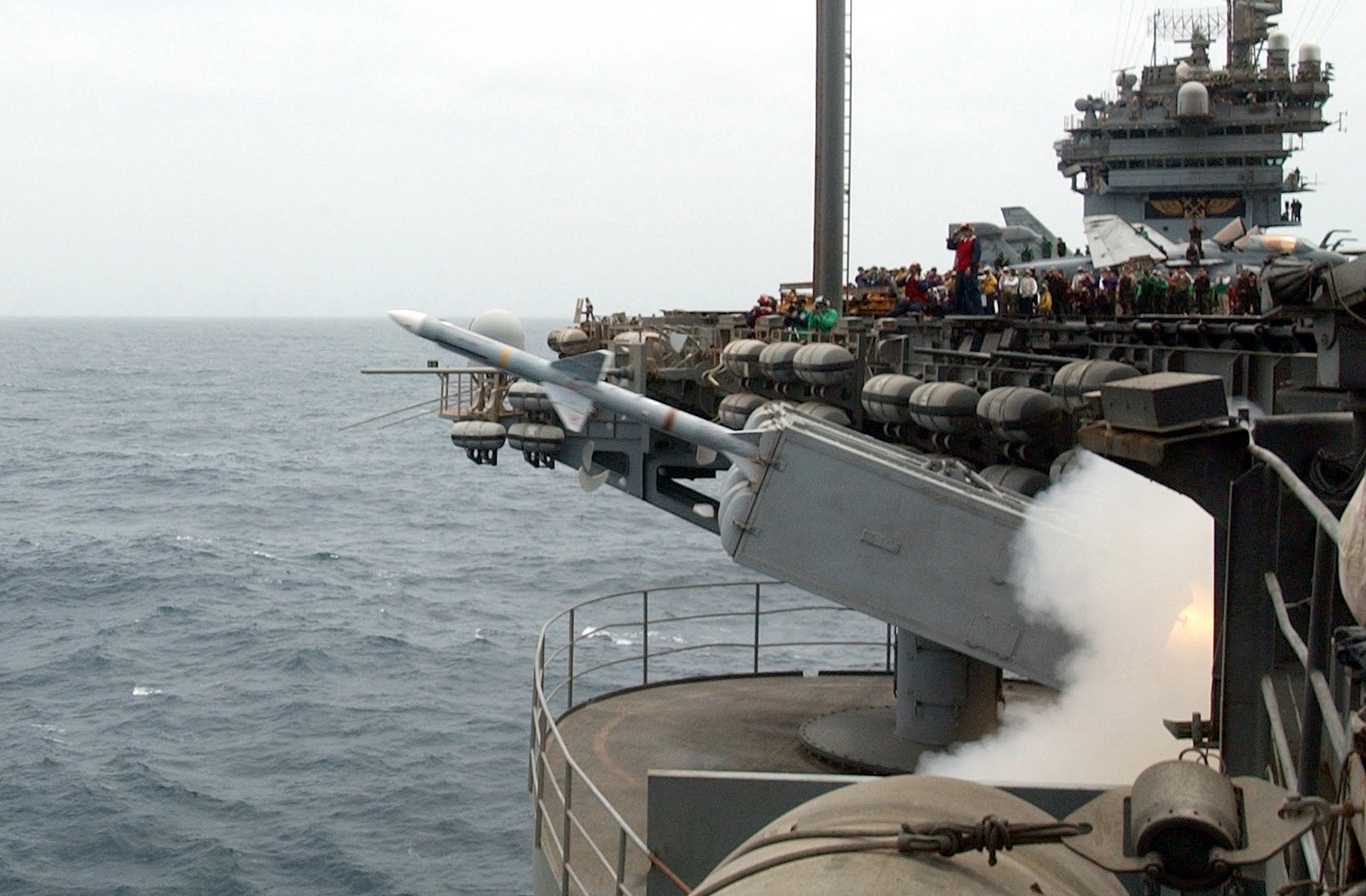
「ケネディ」から発射されるシースパローSAM
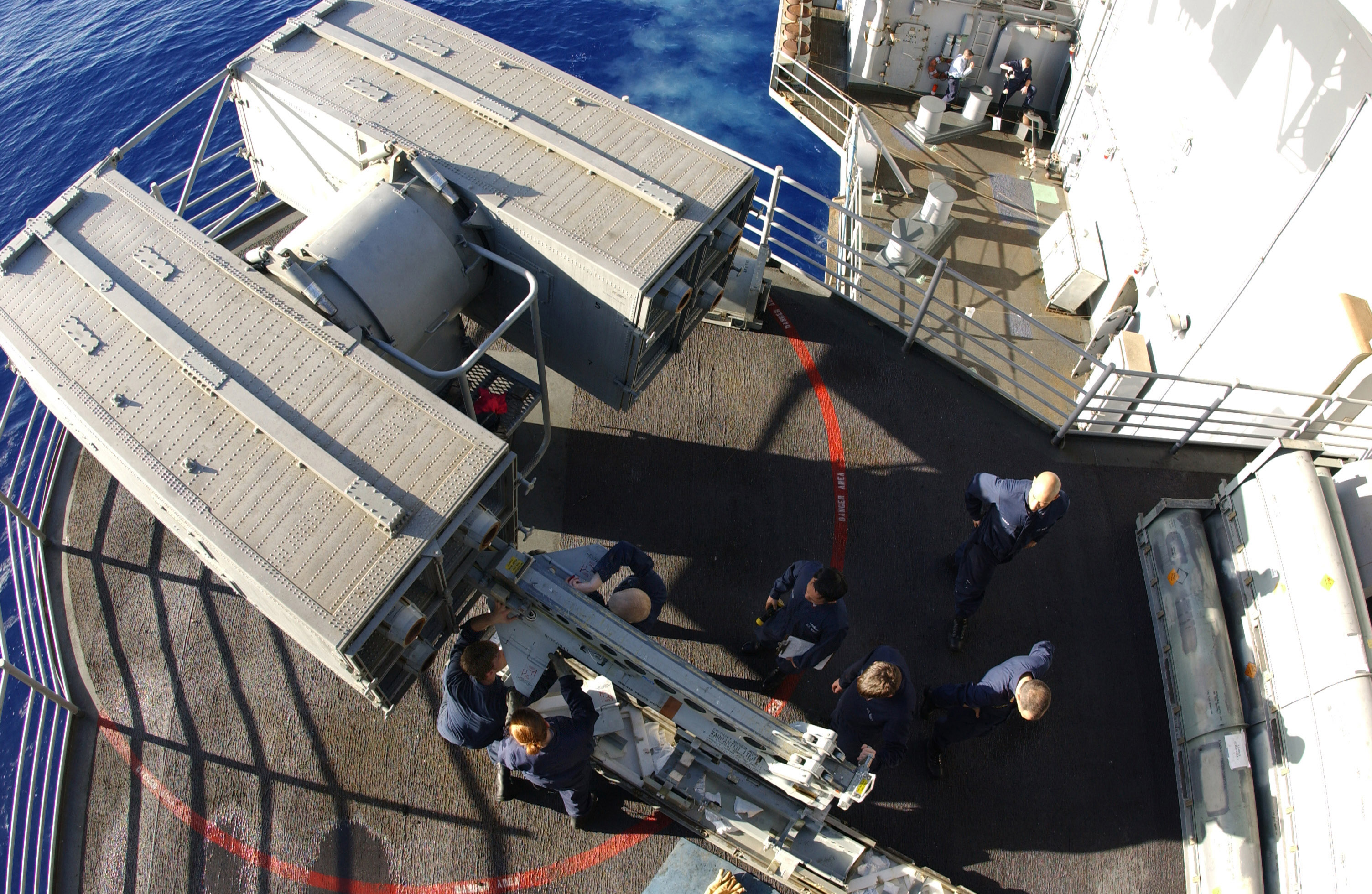
発射機に装填される「キティホーク」のシースパロー
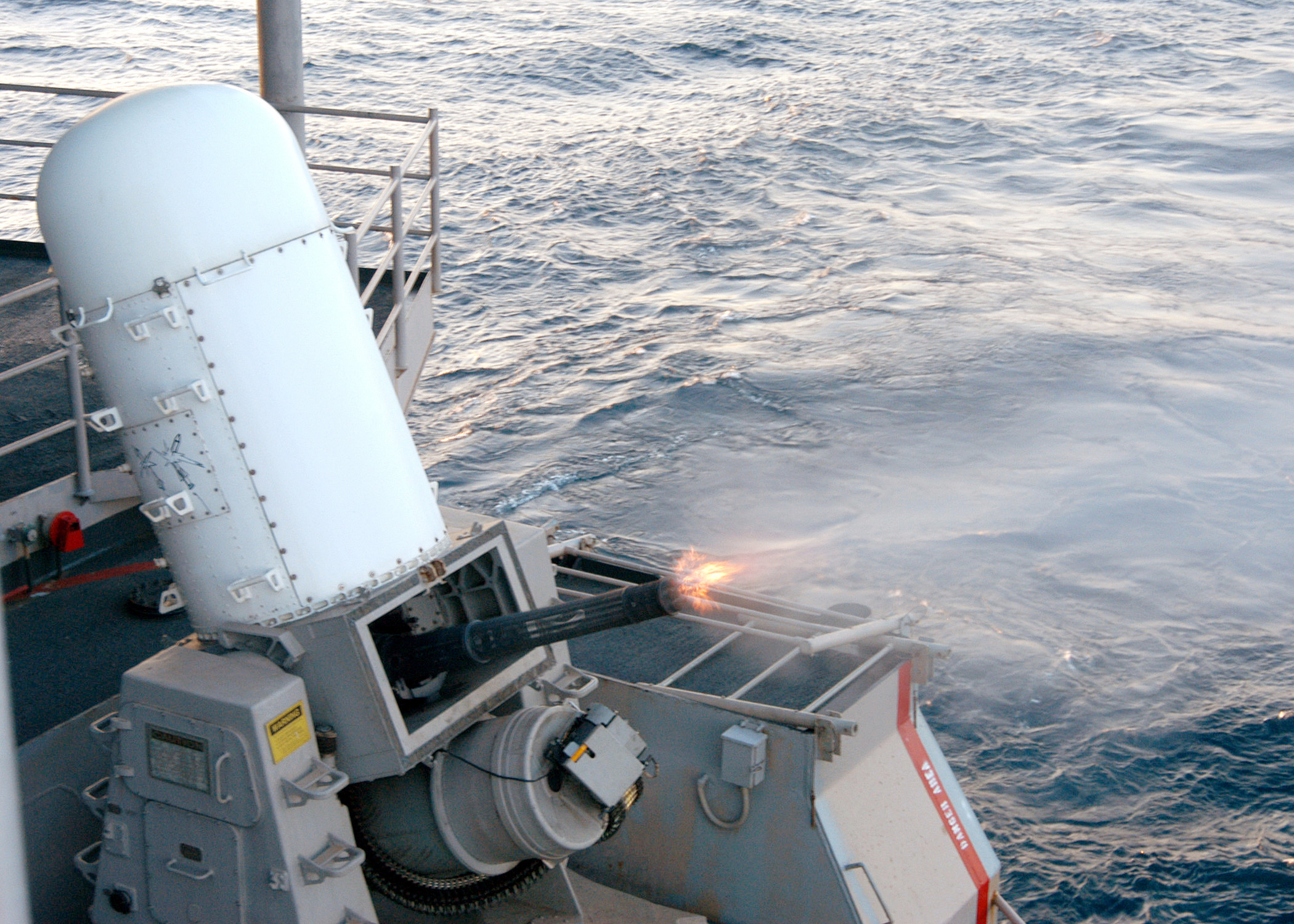
「ケネディ」のファランクスCIWS

## 諸元表

### 兵装・電装要目
|          | 1番艦竣工時            | 最終状態                    |
| -------- | ---------------------- | --------------------------- |
| 兵装     | テリア連装発射機×2基   | シースパロー8連装発射機×3基 |
| 兵装     | テリア連装発射機×2基   | ファランクスCIWS×3基        |
| レーダー | AN/SPS-39 3次元式      | AN/SPS-48E 3次元式          |
| レーダー | AN/SPS-8 高角測定用    | AN/SPS-48E 3次元式          |
| レーダー | AN/SPS-37 対空捜索用   | AN/SPS-49 対空捜索用        |
| レーダー | AN/SPS-10 対水上捜索用 | AN/SPS-67 対水上捜索用      |

### 比較表
|              |                 | CVN フォード級                          | CVN ニミッツ級                   | CVN エンタープライズ (最終状態)  | CV キティホーク級 (最終状態)     | CV フォレスタル級 (最終状態)     |     |
| ------------ | --------------- | --------------------------------------- | -------------------------------- | -------------------------------- | -------------------------------- | -------------------------------- | --- |
| 船体         | 満載排水量      | 101,605 t                               | 91,400 - 102,000 t               | 83,350 t                         | 75,200 t - 83,000 t              | 75,900 t - 76,000 t              |     |
| 船体         | 全長            | 332.8 m                                 | 332.0 m                          | 341.3 m                          | 319.3 m - 326.9 m                | 316.7 m - 319.0 m                |     |
| 船体         | 水線幅 / 最大幅 | 41.8 m / 78 m                           | 40.8 m / 76.8 m                  | 38.5 m / 78.3 m                  | 39.6 m / 76.8 m                  | 38.5 m / 76.8 m                  |     |
| 機関         | 方式            | 原子炉 + 蒸気タービン                   | 原子炉 + 蒸気タービン            | 原子炉 + 蒸気タービン            | ボイラー + 蒸気タービン          | ボイラー + 蒸気タービン          |     |
| 機関         | 出力            | 280,000 hp                              | 280,000 hp                       | 280,000 hp                       | 280,000 hp                       | 280,000 hp                       |     |
| 機関         | 速力            | 30 kt以上                               | 30 kt以上                        | 36 kt                            | 35 kt                            | 34 kt                            |     |
| 兵装         | 砲熕            | ファランクスCIWS × 2–3基                | ファランクスCIWS × 2–3基         | ファランクスCIWS × 2–3基         | ファランクスCIWS × 2–3基         | ファランクスCIWS × 2–3基         |     |
| 兵装         | ミサイル        | ESSM 8連装発射機 × 2基                  | シースパロー 8連装発射機 × 2–3基 | シースパロー 8連装発射機 × 2–3基 | シースパロー 8連装発射機 × 2–3基 | シースパロー 8連装発射機 × 2–3基 |     |
| 兵装         | ミサイル        | RAM 21連装発射機 × 2基                  | RAM 21連装発射機 × 2基           | RAM 21連装発射機 × 2基           | RAM 21連装発射機 × 2基           | ―                                |     |
| 航空運用機能 | 形式            | CATOBAR                                 | CATOBAR                          | CATOBAR                          | CATOBAR                          | CATOBAR                          |     |
| 航空運用機能 | 発艦装置        | 電磁式カタパルト × 4基                  | 蒸気式カタパルト × 4基           | 蒸気式カタパルト × 4基           | 蒸気式カタパルト × 4基           | 蒸気式カタパルト × 4基           |     |
| 航空運用機能 | JBD             | 4基                                     | 4基                              | 4基                              | 4基                              | 4基                              |     |
| 航空運用機能 | 着艦帯          | アングルド・デッキ配置                  | アングルド・デッキ配置           | アングルド・デッキ配置           | アングルド・デッキ配置           | アングルド・デッキ配置           |     |
| 航空運用機能 | 制動索          | 3索                                     | 4索                              | 4索                              | 4索                              | 4索                              |     |
| 航空運用機能 | エレベーター    | 3基                                     | 4基                              | 4基                              | 4基                              | 4基                              | 4基 |
| 航空運用機能 | 航空用ガソリン  | ―                                       | ―                                | 363 kL                           | 192 kL                           | 353 kL                           |     |
| 航空運用機能 | ジェット燃料    | 不明                                    | 10,220 kL                        | 9,382 kL                         | 4,439 kL                         | 6,955 kL                         |     |
| 航空運用機能 | 航空機用兵器    | 不明                                    | 2,970 t                          | 1,800 t                          | 1,800 t                          | 1,800 t                          |     |
| 航空運用機能 | 搭載機数        | 常時70機前後                            | 常時70機前後 / 最大90機          | 常時70機前後 / 最大90機          | 常時70機前後 / 最大90機          | 常時70機前後 / 最大90機          |     |
| 同型艦数     | 同型艦数        | 1隻 / 10隻予定 （1隻艤装中、1隻建造中） | 10隻                             | 1隻（退役）                      | 4隻（退役）                      | 4隻（退役）                      |     |

## 同型艦

### 一覧表
| 艦番号                | 艦名                                    | 建造                   | 発注            | 起工            | 進水           | 就役            | 退役           |
| --------------------- | --------------------------------------- | ---------------------- | --------------- | --------------- | -------------- | --------------- | -------------- |
| CVA-63 CV-63          | キティホーク USS Kitty Hawk             | ニューヨーク           | 1955年 10月1日  | 1956年 12月27日 | 1960年 5月21日 | 1961年 4月1日   | 2009年 1月31日 |
| CVA-64 CV-64          | コンステレーション USS Constellation    | ブルックリン           | 1956年 7月1日   | 1957年 9月14日  | 1960年 10月8日 | 1961年 10月27日 | 2003年 8月7日  |
| CVA-66 CV-66          | アメリカ USS America                    | ニューポート・ニューズ | 1960年 11月25日 | 1961年 1月9日   | 1964年 2月1日  | 1965年 1月23日  | 1996年 8月9日  |
| ジョン・F・ケネディ級 |                                         |                        |                 |                 |                |                 |                |
| CVA-67 CV-67          | ジョン・F・ケネディ USS John F. Kennedy | ニューポート・ニューズ | 1964年 4月30日  | 1964年 10月22日 | 1967年 5月27日 | 1968年 9月7日   | 2007年 8月1日  |

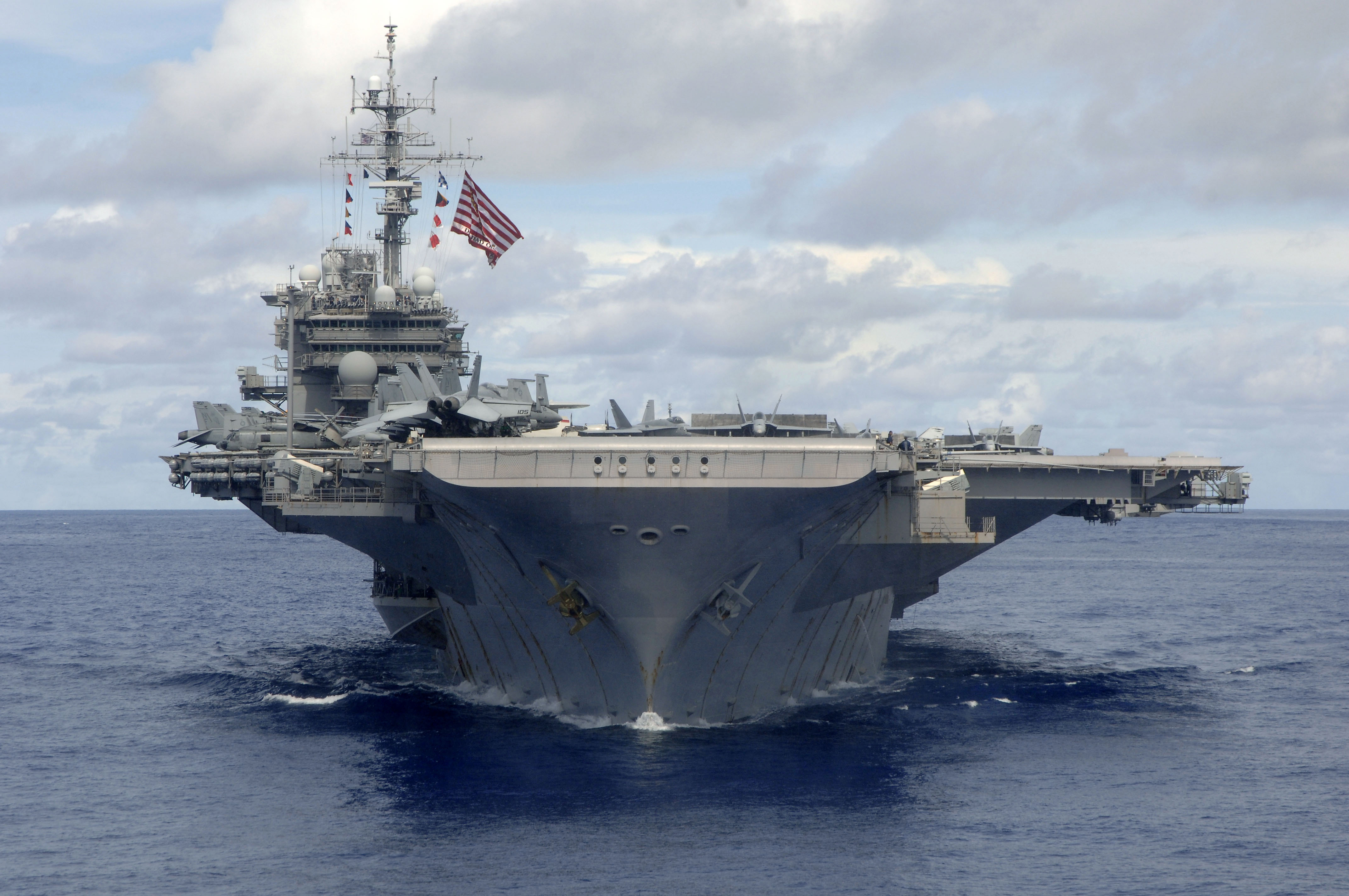
CV 63 キティホーク
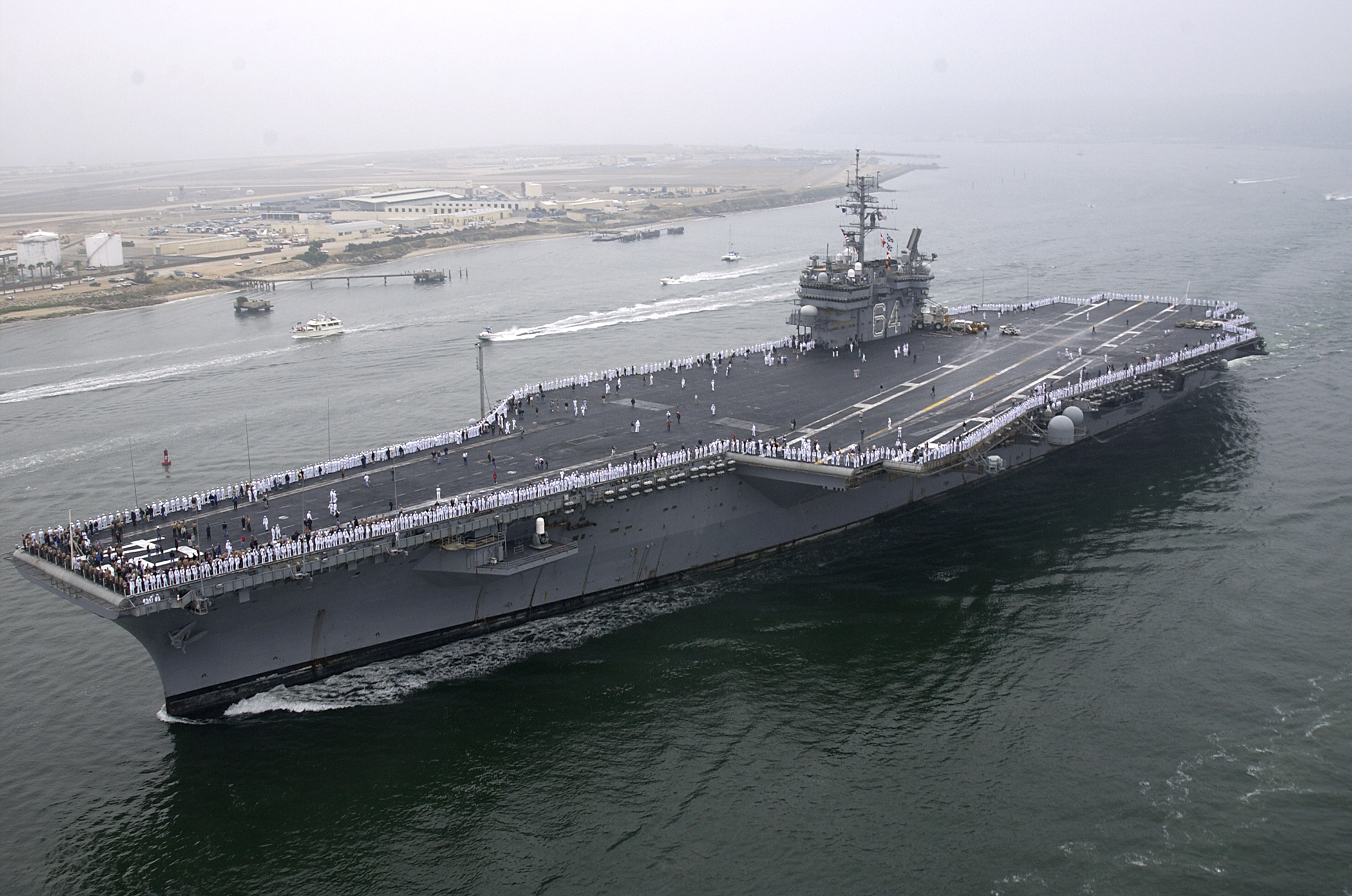
CV-64 コンステレーション
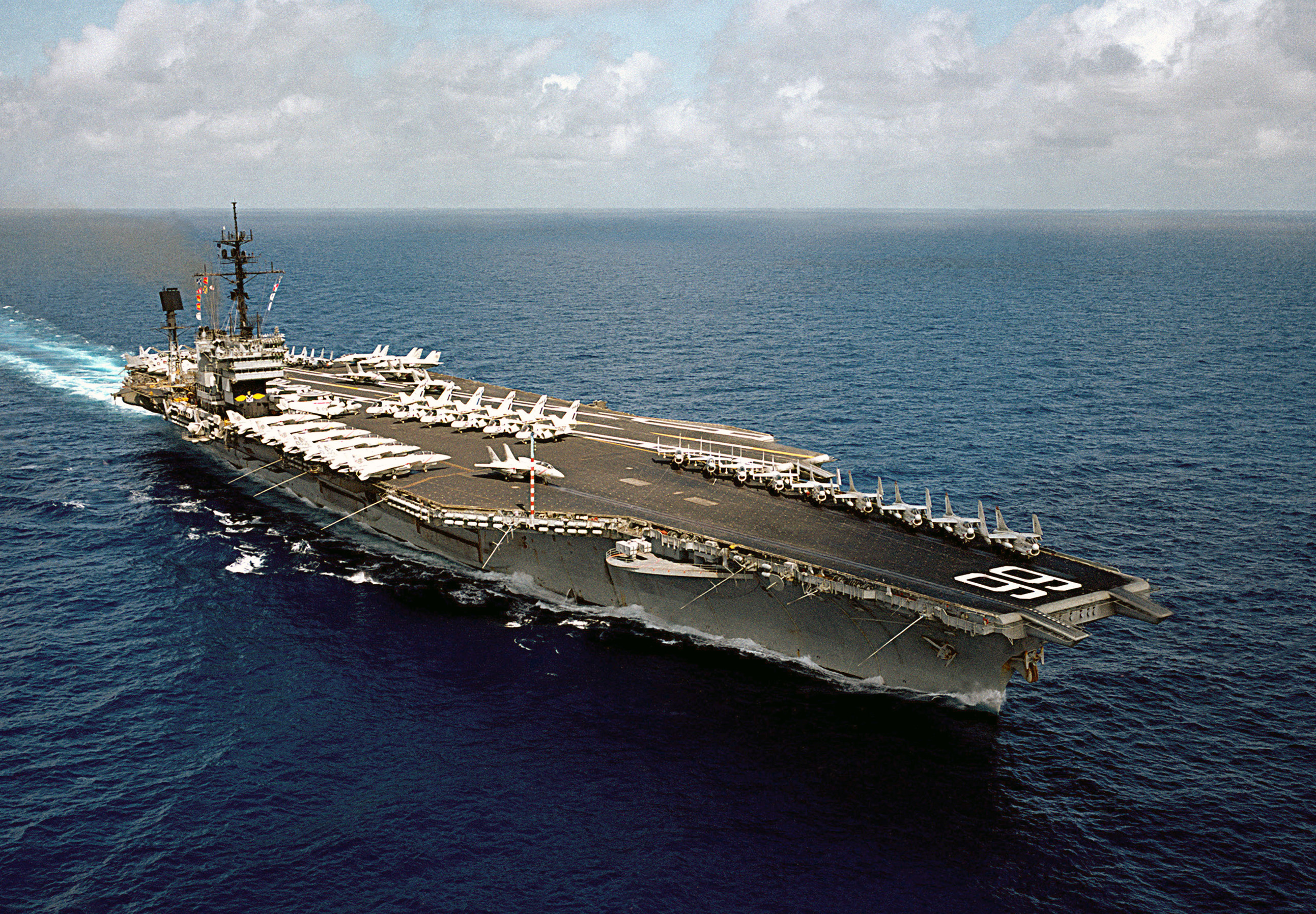
CV-66 アメリカ
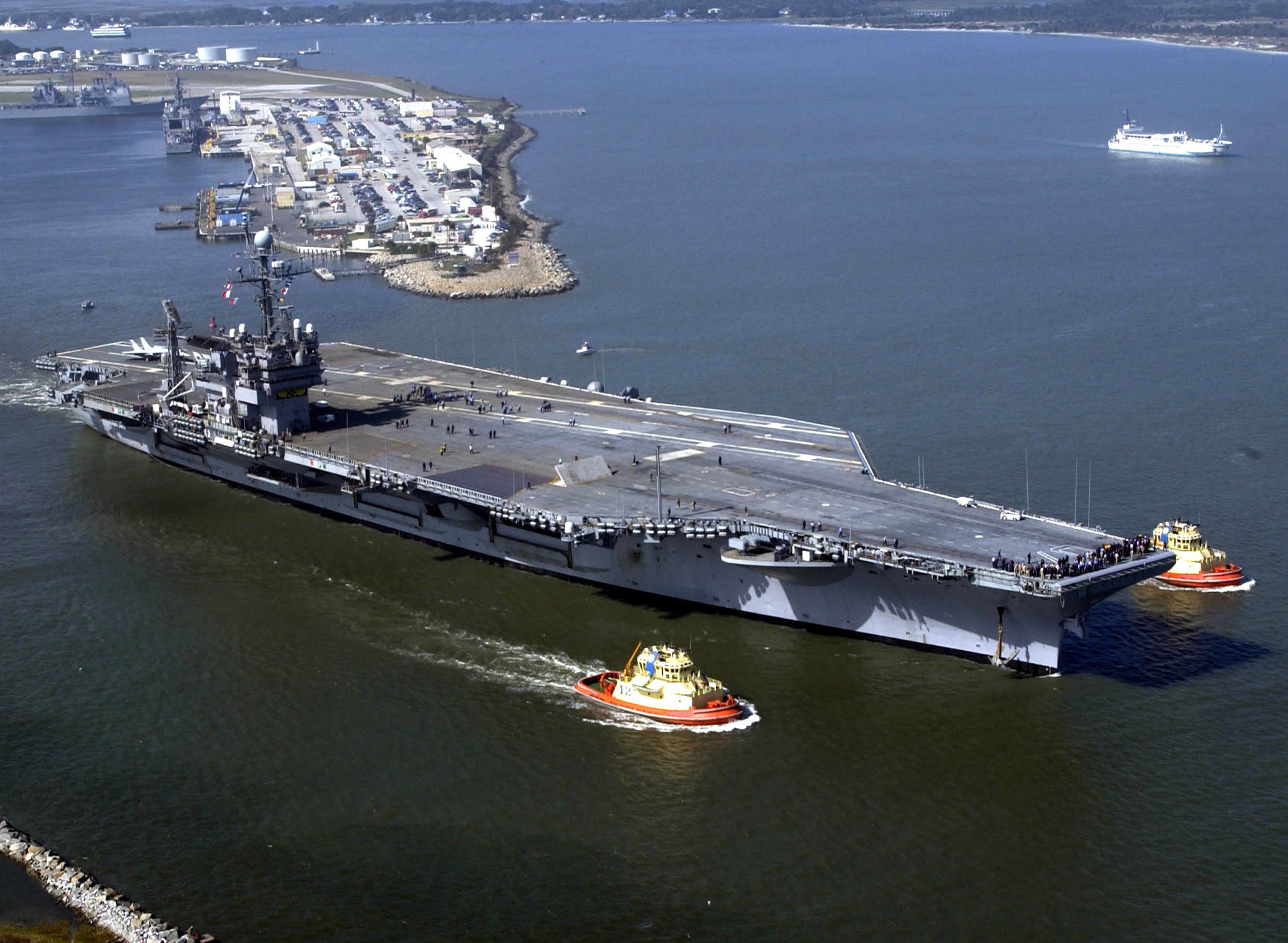
CV-67 ジョン・F・ケネディ

### 運用史
「キティホーク」と「コンステレーション」はSLEPプログラムで改修された。しかし「アメリカ」の改修は数年後の予定にされ、後の予算カットにより1996年に退役。
「キティホーク」も「ジョージ・ワシントン」と交代、2008年5月28日に日本での最後の任務終了を経て横須賀基地を出港。同年8月には本土配備され、翌2009年1月に退役した。

## 登場作品

### 映画
『2012』
「ジョン・F・ケネディ」が登場。巨大津波にのみこまれ、ワシントンD.C.のホワイトハウスを破壊する。
『サンドストーム』
「キティホーク」が登場。イラクにマケドニアのアメリカ大使館を狙ったテロへの関与やヨルダン侵攻の疑いが強まり、中東情勢が緊迫してきたことを受け、イラクに圧力をかけるためイスラエル沿岸部に展開する。

### 漫画・アニメ
『続・戦国自衛隊』
「キティホーク」が登場。第7艦隊に所属する他艦や共同作戦を行う自衛艦とともに、南進を開始した北朝鮮に対処すべく朝鮮半島へ向かう。
『沈黙の艦隊』
「ジョン・F・ケネディ」が登場。ニューヨーク湾に入ろうとする原子力潜水艦「やまと」の前に立ちはだかり、湾内に突入してきた「やまと」と衝突する。「やまと」は潜航不能になったが、「ジョン・F・ケネディ」も錨鎖庫浸水や格納庫火災等の損害を受けた。 また、「やまと」が北極海沖に浮上した際、「アメリカ」を旗艦とする艦隊がボーフォート海に展開していたことが語られている。
『ルパン三世 ルパンVS複製人間』
「コンステレーション」が登場。アメリカ政府に拘束された次元大介と石川五ェ門が連行され、スタッキー特別補佐官による尋問が行われる。

### 小説
『サムライ戦艦「大和」』（文庫名：『独立空母戦艦「大和」』）
「キティホーク」が登場。太平洋戦争末期にタイムスリップしてしまい、そこで日本海軍に制圧され、大和型戦艦「大和」を中心とする新生連合艦隊に編入されることとなる。
『真･日本艦隊』（文庫名：『時空自衛軍1947』）
「ジョン・F・ケネディ」が登場。膨張する中国への抑止力として日本に貸与され、海上自衛軍の空母「あかぎ」として運用される。
『ダンシング・ウィズ・トムキャット』
「キティホーク」が登場。退役後に日本が購入し、航空機搭載領域警備護衛艦「DDA-191 飛鷹」として運用しており南西諸島海域に配備される。
『地球0年』
「コンステレーション」が登場。第三次世界大戦の勃発を受けて横須賀港から緊急出港しようとするが、飛来した核ミサイルによって横須賀市ともども被爆、撃沈される。
『超時空大海戦』（文庫名：『時空連合機動艦隊』
「キティホーク」「コンステレーション」「ジョン・F・ケネディ」が登場。退役した後台湾に横流しされ、台湾海軍の空母「観音山」「阿里山」「八卦山」として運用されることになり、日台連合機動部隊の中核となる。
『天空の富嶽』
「キティホーク」（文庫版では「ジョージ・ワシントン」）が登場。中国への牽制として第7艦隊を率いて南シナ海を航行中に中国海軍のキロ型潜水艦5隻の奇襲で魚雷2発が被弾し大破する。

### ゲーム
『エースコンバットシリーズ』
『エースコンバット04 シャッタードスカイ』
エルジア共和国海軍主力艦隊「エイギル艦隊」所属の航空母艦『ジオフォン』として登場。エースコンバットシリーズでは空母（AIRCRAFT CARRIER）のCGモデルとしてニミッツ級が使用されることが多いが、『ジオフォン』のCGモデルは艦橋構造物の窓が2段であることや舷側エレベーターの配置から、キティホーク級であることが分かる。
またISAF海軍所属の空母としても艦番号を「04」とする同型艦が登場しており、ムービー内でプレイヤーが操縦するF-4Eを発艦させる。こちらはゲーム本編には登場していない。
『エースコンバット3D クロスランブル』
クーデター軍所属の空母として「キネアー級航空母艦」の名称で登場。劇中ではクーデター軍によって運用されており、第2艦隊旗艦「アークェット」とアンカーヘッドで補給を受けている艦名不明艦1隻が登場する。
『マブラヴ』
「ジョン・F・ケネディ」が登場。外伝である『マブラヴ アンリミテッド ザ・デイアフター』にて、バビロン災害で座礁した主人公たちアメリカ海兵隊の拠点となる。後にBETAの襲撃に遭い、全滅。BETAたちのハイヴと化する。
『鋼鉄の咆哮シリーズ』
船体および艦橋が登場。鋼鉄の咆哮2ウォーシップコマンダー以降では完成キットとして登場するが、史実とは異なり原子炉を搭載している。
『紺碧の艦隊2 ADVANCE』
アメリカの空母として登場。通常動力空母としてはもっとも高性能で、搭載機数105機、艦対空ミサイルを多数搭載している。